# As-Sunbula
As-Sunbula (arab. السنبلة) – wieś w Syrii, w muhafazie Aleppo. W 2004 roku liczyła 392 mieszkańców.